# Хамзін Галі Габбасович
Галі Габбасович Хамзін (башк. Ғәли Ғәббәс улы Хәмзин; 12 червня 1950, село Кузгун-Ахмерово, Бєлорєцький район Башкирської АРСР — 15 листопада 2009) — башкирський співак, народний (1988) та заслужений (1986) артист Башкортостану. Лауреат Державної премії імені Салавата Юлаєва «за високу виконавську майстерність та великий внесок у розвиток музичного мистецтва Республіки Башкортостан». Почесний громадянин міста Міннеаполіс американського штату Міннесота (США). 25 років очолював фольклорну групу «Ядкар».
Лауреат першої премії Всеукраїнського конкурсу виконавців народної пісні (1985), Лауреат Республіканського конкурсу молодих співаків на приз імені Г. С. Альмухаметова. Дипломант Міжнародного фестивалю «Співдружність»
У 1981 році, закінчивши вокальне відділення Уфимського державного інституту мистецтв, став солістом-вокалістом фольклорного ансамблю «Ядкар» Башкирської державної філармонії.
Після закінчення Серменевської середньої школи навчався в Бєлорєцькому профтехучилищі, служив в армії. Повернувшись додому, працював шофером в Бєлорєцьку, потім обраний звільненим секретарем комітету ВЛКСМ рідного колгоспу. Вчитися до Уфимського інституту мистецтв поїхав після прочитання газетного оголошення про прийом абітурієнтів.
Галі Хамзін представляв музичне мистецтво Башкортостану і за кордоном — в Данії, Іспанії, Швеції, Австралії, Канаді, США та інших країнах. Його творчі досягнення сприяли зростанню популярності башкирського музичного мистецтва в світі.
Жителі міста Міннеаполіс американського штату Міннесота обрали Галі Хамзіна почесним громадянином міста в знак вдячності за його концерти. Також посмертно удостоєний звання «Почесний громадянин міста Бєлорєцька і Бєлорєцького району».
У рідному Бєлорєцькому районі проводиться конкурс вокалістів пам'яті Галі Хамзіна.